# Erica cyrilliflora
Erica cyrilliflora är en ljungväxtart som beskrevs av Richard Anthony Salisbury. Erica cyrilliflora ingår i släktet klockljungssläktet, och familjen ljungväxter. Inga underarter finns listade i Catalogue of Life.